# Clément Maurice
Clément Maurice, nom artístic de Clément-Maurice Gratioulet, va ser un fotògraf, director, productor de cinema i guionista francès, nascut el 22 de març de 1853 a Agulhon i va morir el 15 de juliol de 1933 a Sant Nari (Var) .

## Carrera
Va treballar per primera vegada a l'usines Lumière, on va entrar el 1894, es va convertir en fotògraf de retrats a París, on es va traslladar a l'estudi d'Antoine Lumière al 8 boulevard des Italiens, a sobre del Teatre Robert-Houdin, propietat del futur cineasta Georges Méliès. Això i allò li permeten entrar en l'àmbit del cinema. El 30 de gener de 1901, el seu taller va ser destruït per un incendi.
El 1897, va treballar com a fotògraf per l'edició PARIS, Paris en plein Air, de la sèrie Le Beau Pays de France, Bibliothèque universelle en couleurs.
Algunes fotos de Paris en plein air (1897)

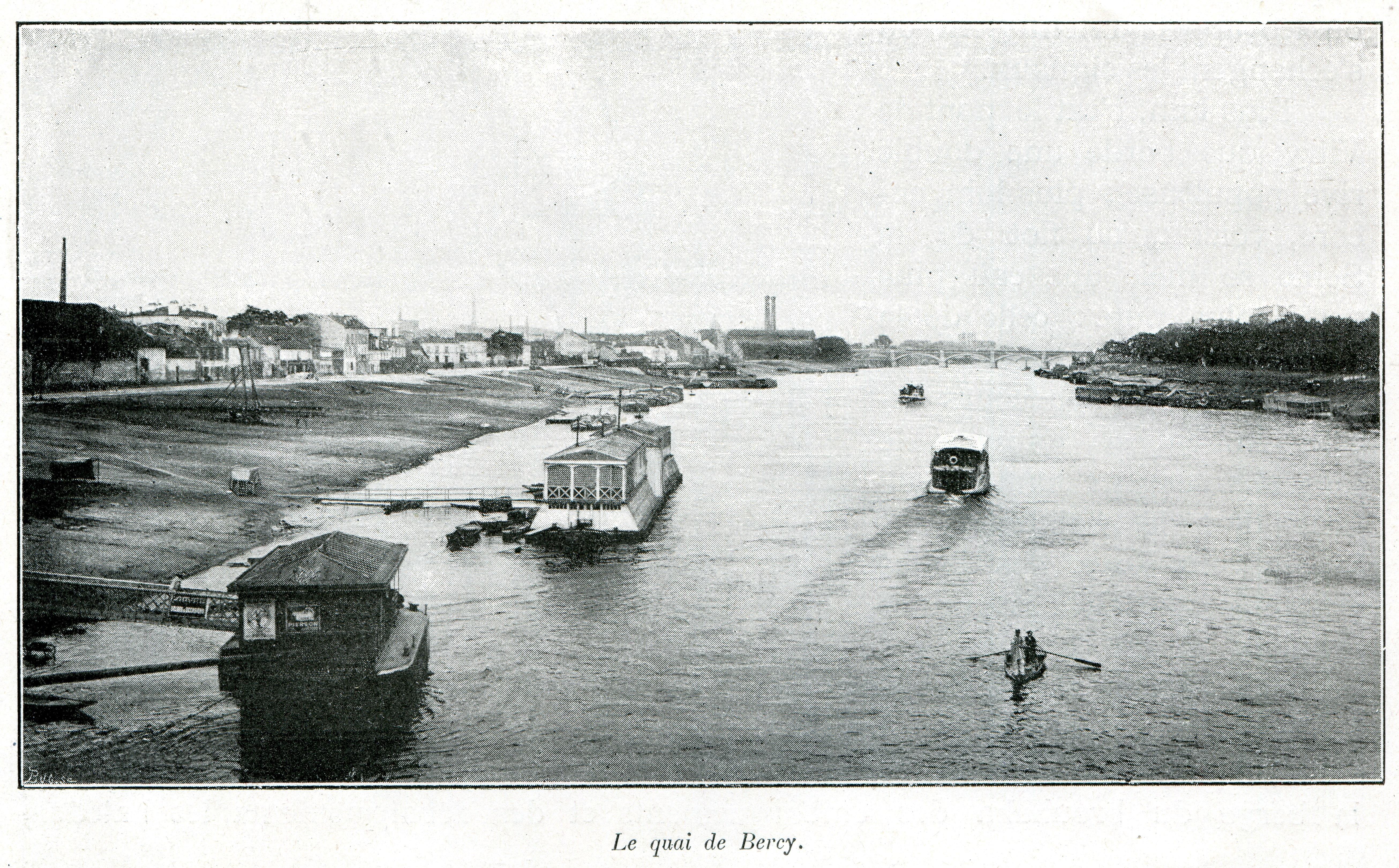
El quai de Bercy.
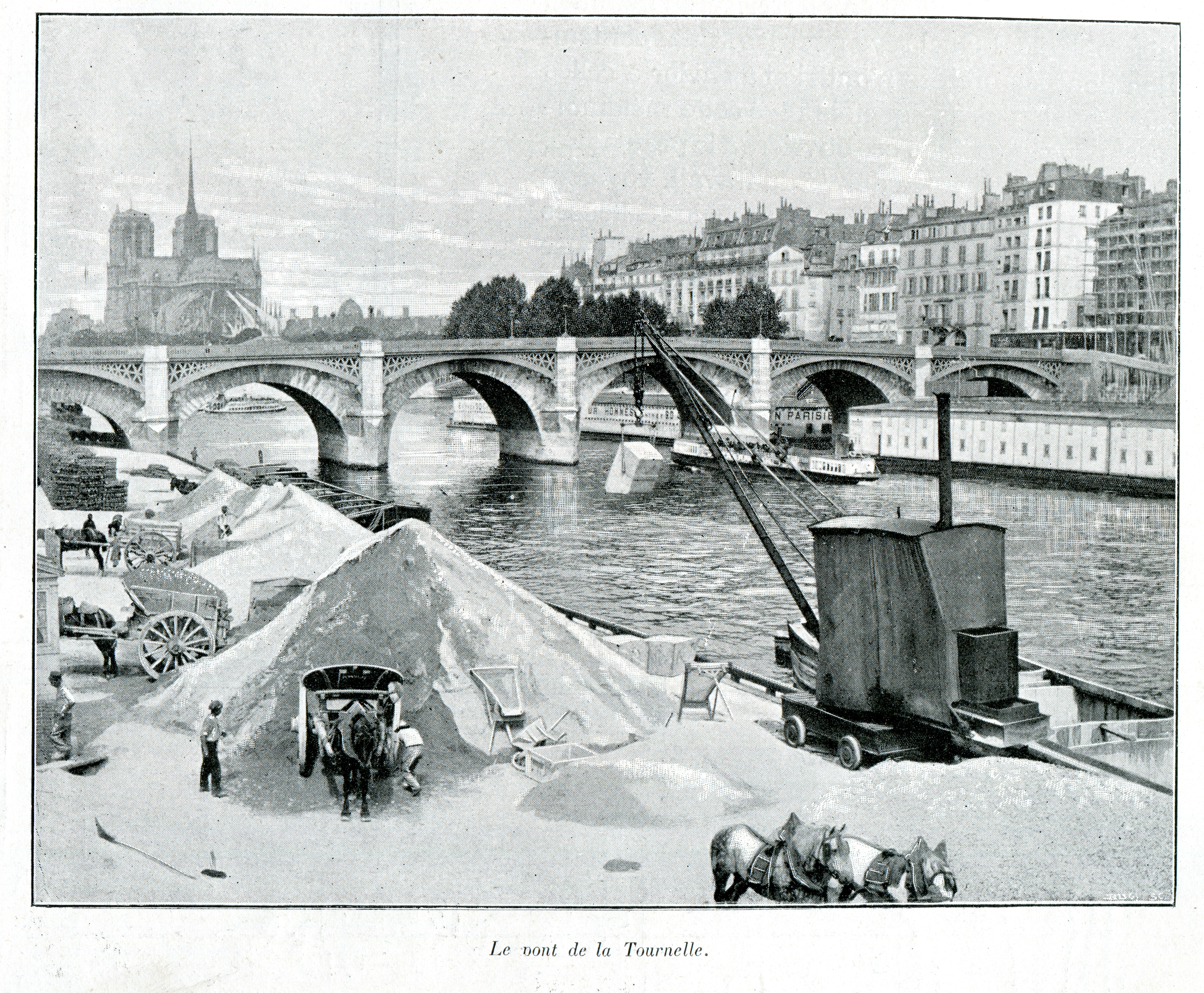
El pont de la Tournelle.
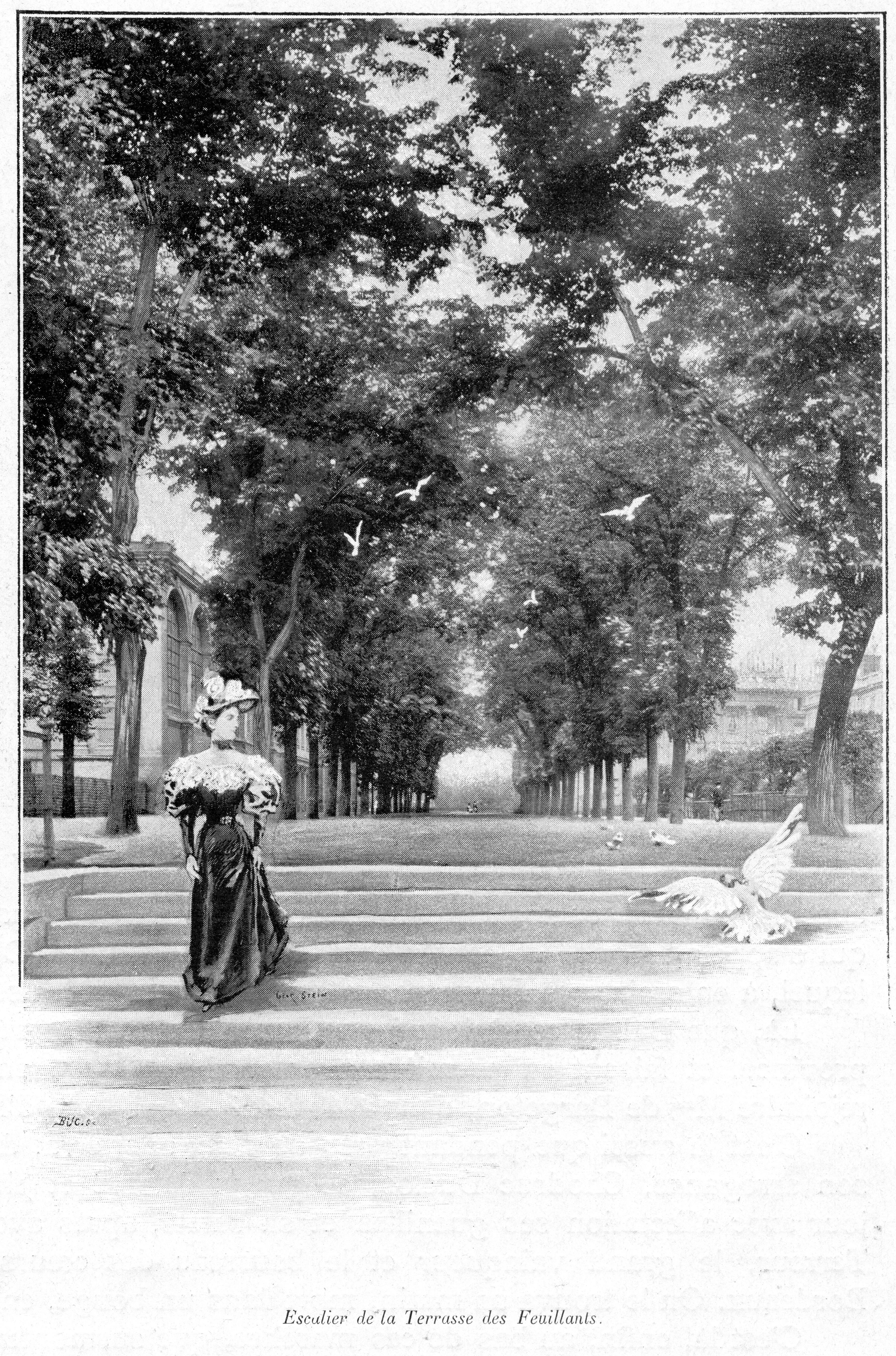
Escales de la terrassa des Feuillants.
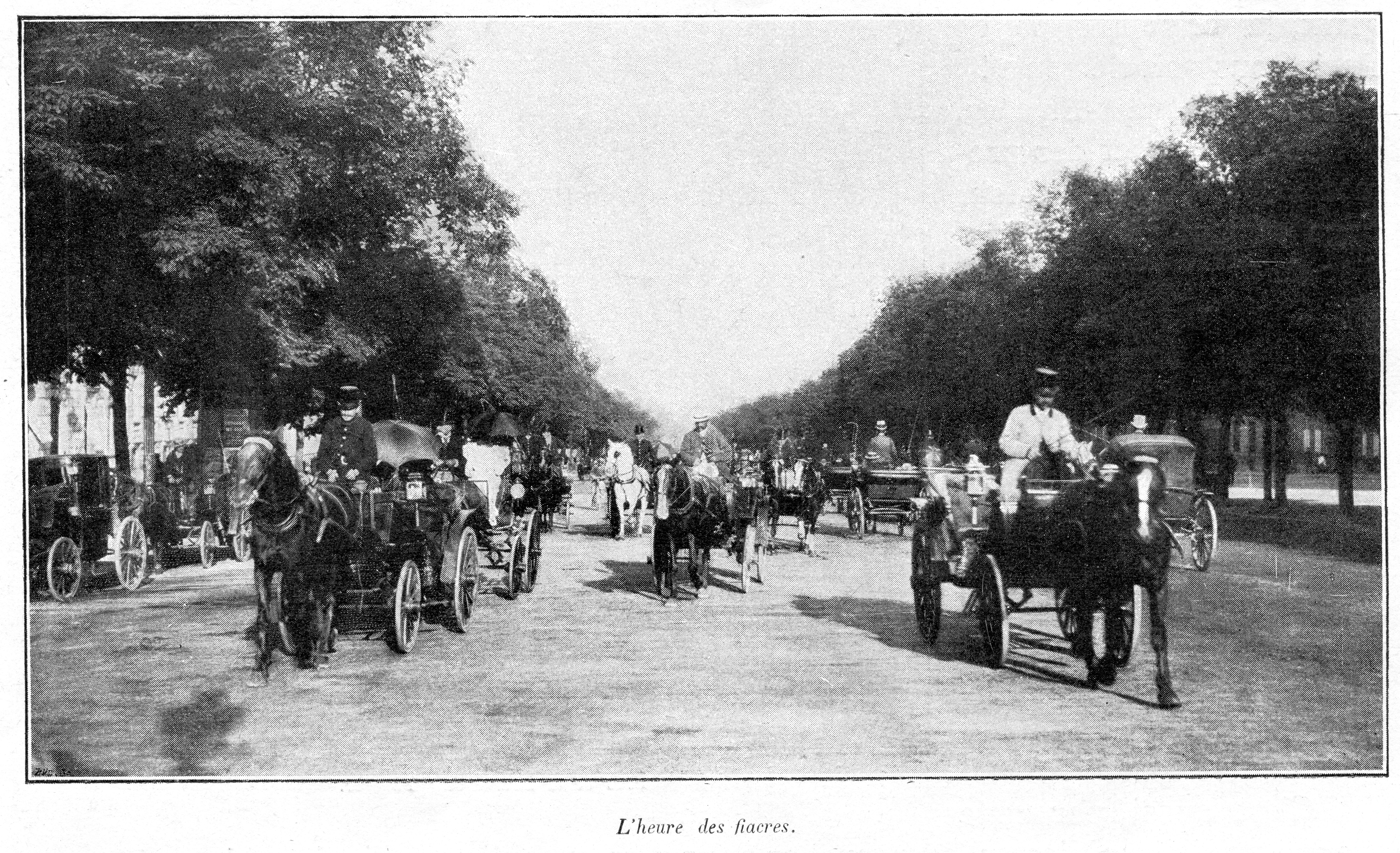
L'Heure des fiacres (Champs-Élysées).
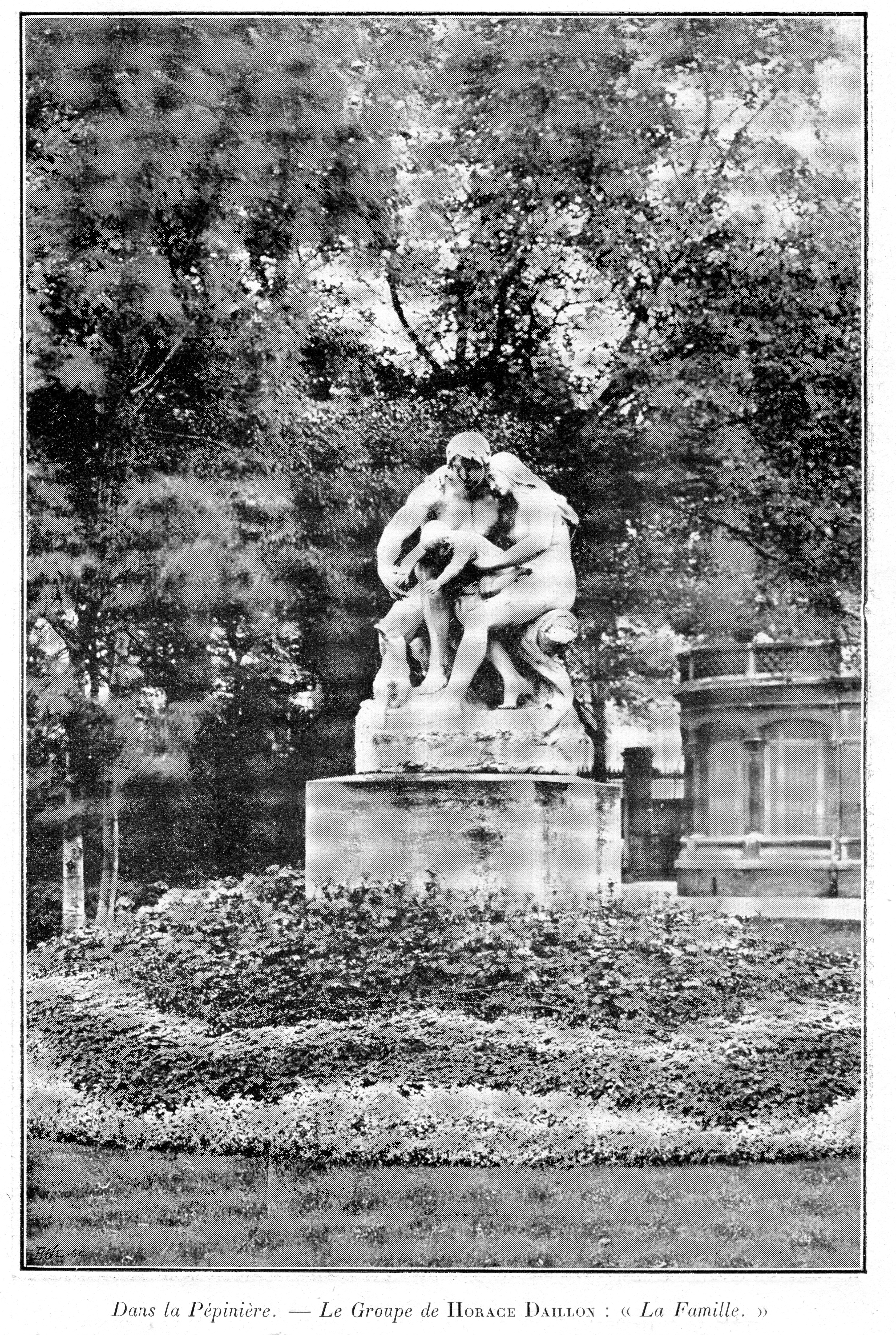
Dans la Pépinière, Le Groupe de Horace Daillon : « La Famille ».
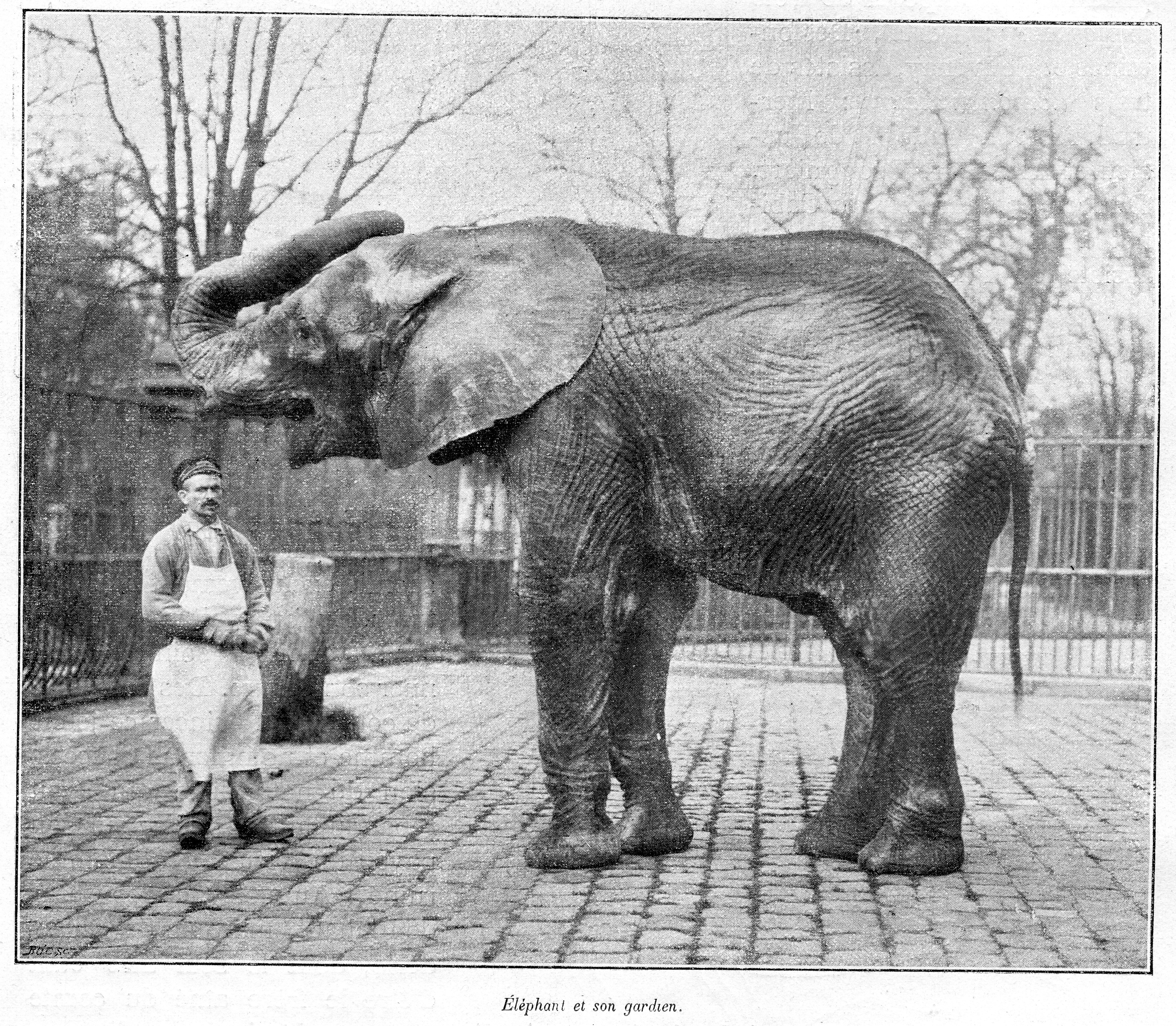
Elefant i el seu guardià (jardin des Plantes).
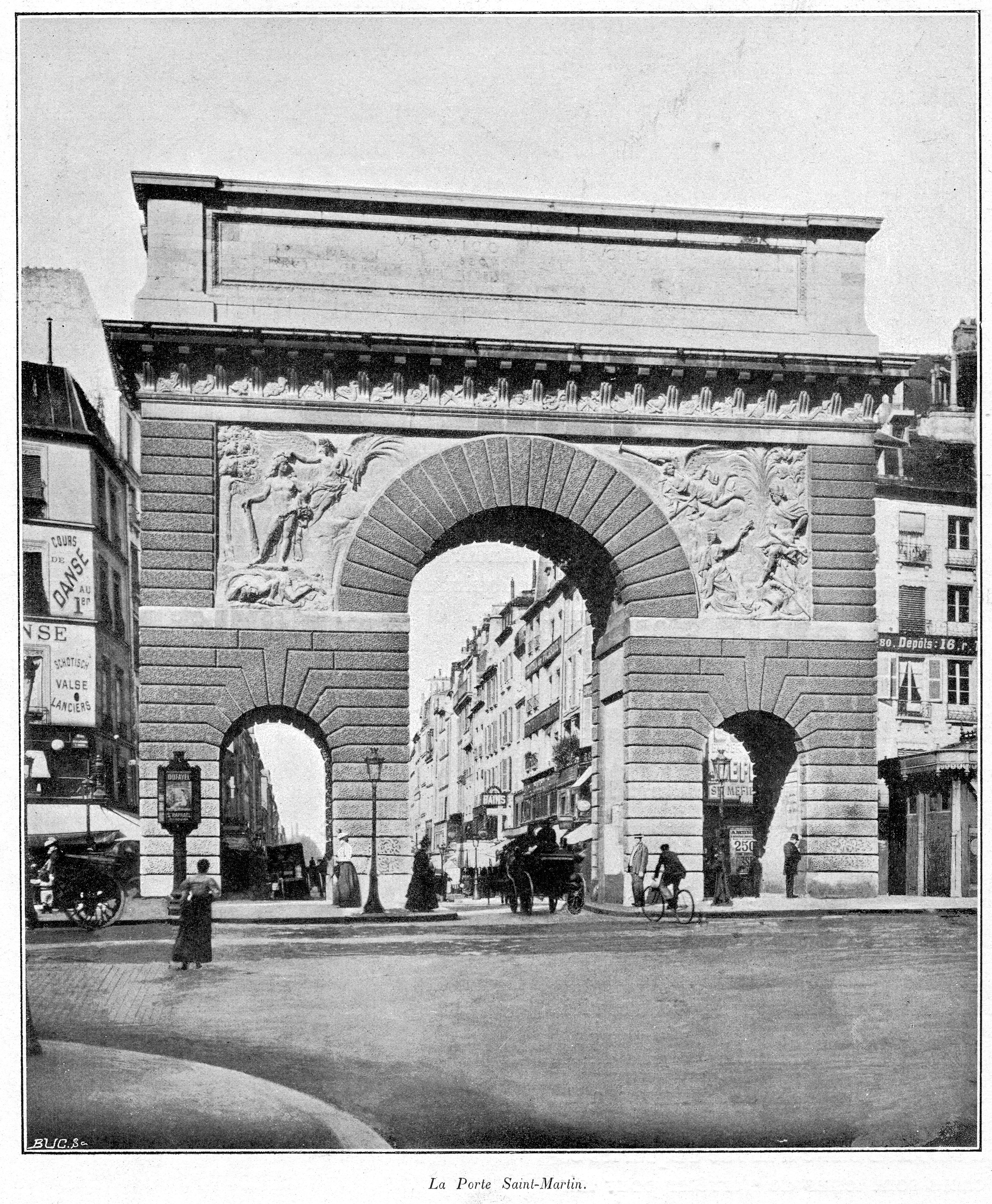
Porte Saint-Martin.
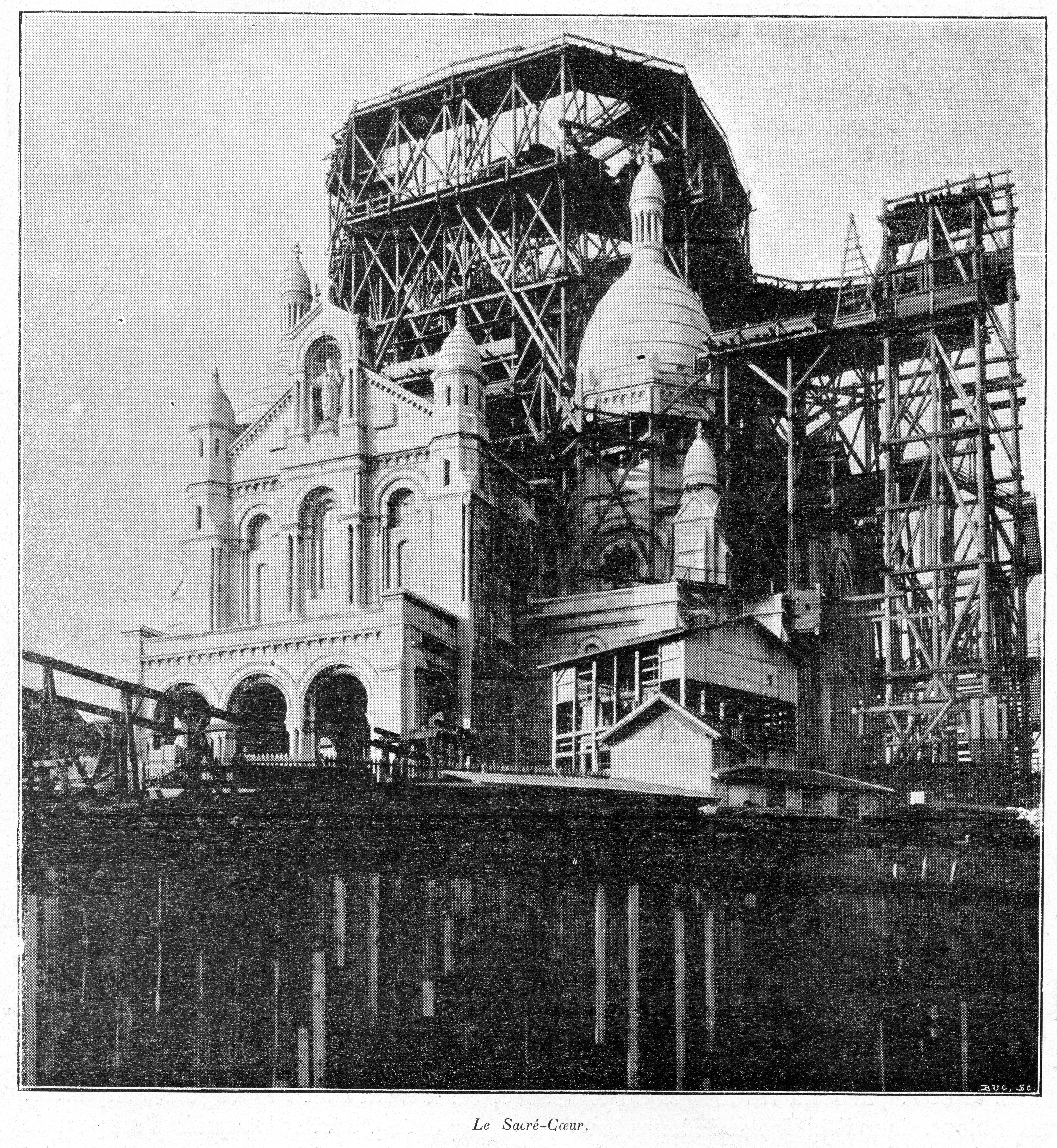
Le Sacré Cœur.
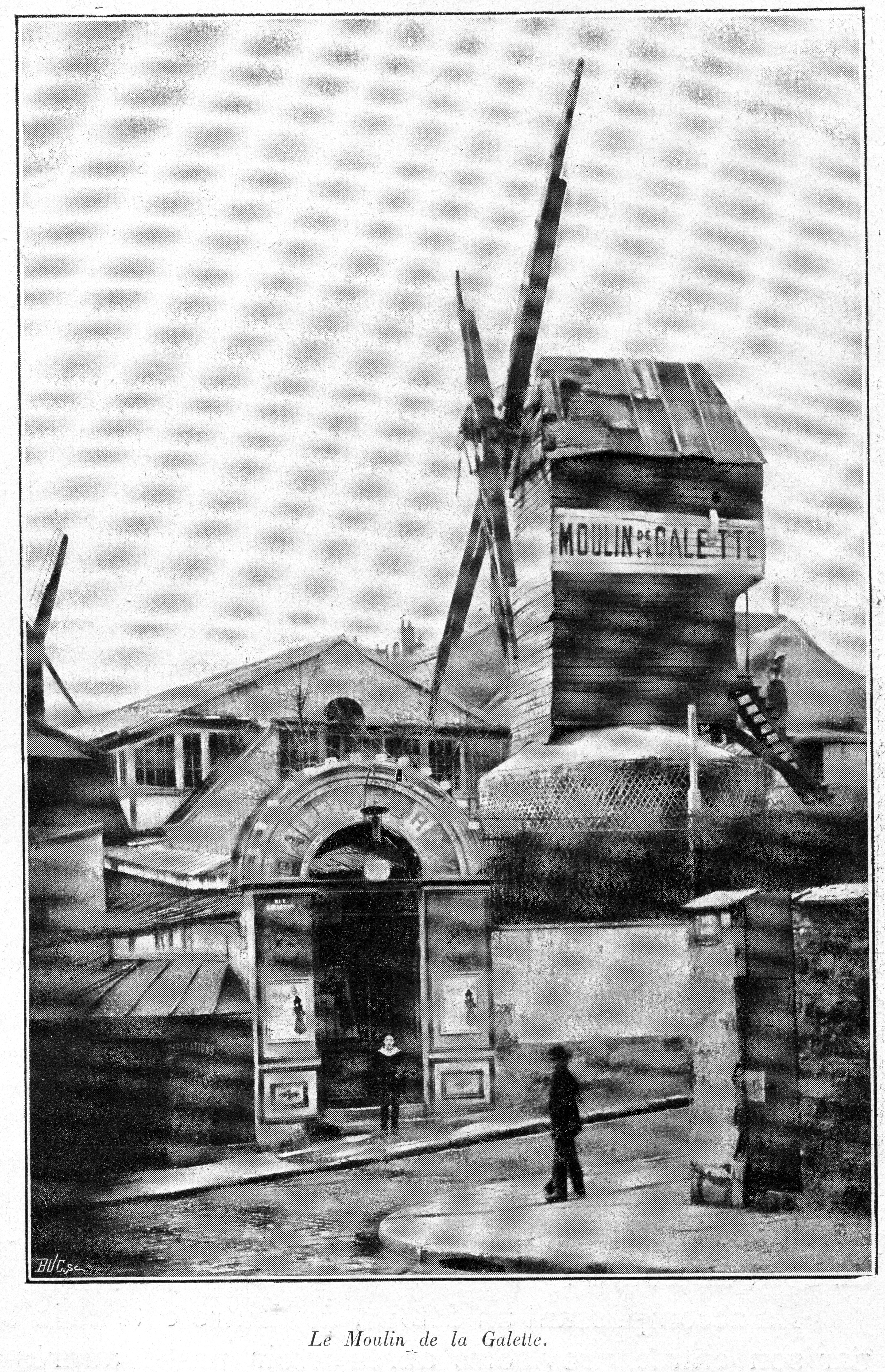
El moulin de la Galette.
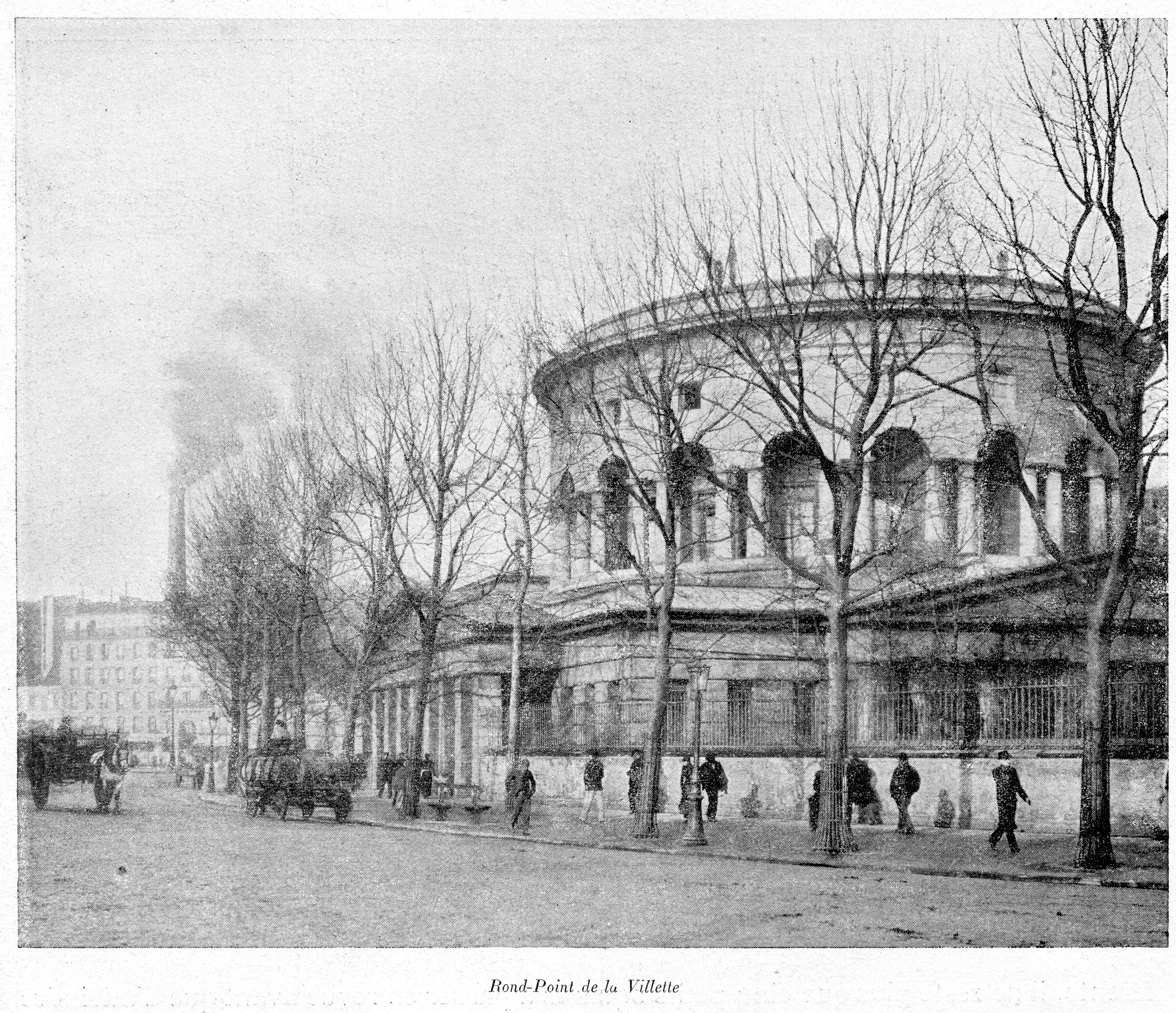
Rond-point de la Villette.

De 1898 a 1906, va ser el càmera del cirurgià Eugène Doyen per a qui va filmar amb finalitats educatives una seixantena d'operacions. En aquesta ocasió, va treballar amb Ambroise-François Parnaland (1854 - 1913), que va crear el 1907 amb Charles Jourjon (1876 - 1934) els Laboratoires Éclair.
El 1899, la productora Association frères Lumière el va contractar com a col·laborador i director de fotografia per al rodatge de la pel·lícula Excursion automobile Paris-Meulan. Ràpidament va començar a produir i dirigir curtmetratges com Le Duel d'Hamlet o Cyrano de Bergerac.
Amb Henri Lioret, va desenvolupar el Phono-Cinéma-Théâtre, sistema pioner del cinema sonor, presentat a l'Exposició Universal de París (1900). En aquest context, també treballa amb Ambroise-François Parnaland.
Clément Maurice i la seva esposa Émilie van tenir tres fills, el primer dels quals, Léopold Maurice, també es convertirà en fotògraf i va fundar la societat anònima Cinema-tirage L. Maurice (CTM) que s'especialitzarà en el desenvolupament i rodatge de pel·lícules cinematogràfiques, i el segon dels quals, Georges Maurice, serà operador de cinema i succeirà a Parnaland el 1909 als Laboratoires Éclair.

## Filmografia
Productor
- 1900: Le Duel d'Hamlet
- 1900: Jules Moy (Clément-Maurice Gratioulet)
- 1900: Little Tich et ses Big Boots (Clément-Maurice Gratioulet)
- 1900: Madame Sans-Gêne
- 1900: Mariette Sully (Clément-Maurice Gratioulet)
- 1900: Mily Mayer (Clément-Maurice Gratioulet)

Director
- 1900: Le Duel d'Hamlet
- 1900: Madame Sans-Gêne
- 1900: Roméo et Juliette
- 1900: Cyrano de Bergerac
- 1911: L'Inutile Sacrifice

Operador en cap
- 1898-1906: Séparation des sœurs siamoises Radica et Doodika par le Docteur Doyen[6] i altres escenes científiques.
- 1899: Excursion automobile Paris-Meulan produït per l'Association frères Lumière, operador.
- 1912: La Dame aux camélias.